# Бримен (Џорџија)
Бримен (енгл. Bremen) град је у америчкој савезној држави Џорџија. По попису становништва из 2010. у њему је живело 6.227 становника.

## Демографија
Према попису становништва из 2010. у граду је живело 6.227 становника, што је 1.648 (36,0%) становника више него 2000. године.
| Група             | 2000.         | 2010.         |
| Белци             | 4.027 (87,9%) | 5.477 (88,0%) |
| Афроамериканци    | 437 (9,5%)    | 486 (7,8%)    |
| Азијати           | 34 (0,7%)     | 55 (0,9%)     |
| Хиспаноамериканци | 40 (0,9%)     | 109 (1,8%)    |
| Укупно            | 4.579         | 6.227         |